# Губачево (Владимирская область)
Губачево — деревня в Суздальском районе Владимирской области России, входит в состав Новоалександровского сельского поселения.

## География
Деревня расположена на берегу реки Каменка в 18 км на север от центра поселения села Новоалександрово и в 31 км на северо-запад от Владимира на автодороге 17Н-67 Суздаль – Обращиха.

## История
В конце XIX — начале XX века деревня входила в состав Тумской волости Владимирского уезда, с 1926 года — в составе Стародворской волости. В 1859 году в деревне числилось 21 дворов, в 1905 году — 39 дворов, в 1926 году — 41 хозяйств.
С 1929 года деревня являлась центром Губачевского сельсовета Суздальского района, с 1935 года — в составе Цибеевского сельсовета Небыловского района, с 1954 года — в составе Стародворского сельсовета, с 1965 года — в составе Суздальского района, с 2005 года — в составе Новоалександровского сельского поселения.

## Население
| 1859 | 1905 | 1926 |
| ---- | ---- | ---- |
| 212  | 222  | 208  |

| 1859 | 1905 | 1926 | 2002 | 2010 | 2021 |
| ---- | ---- | ---- | ---- | ---- | ---- |
| 212  | ↗222 | ↘208 | ↘7   | ↘6   | ↘1   |